# Martin Quack

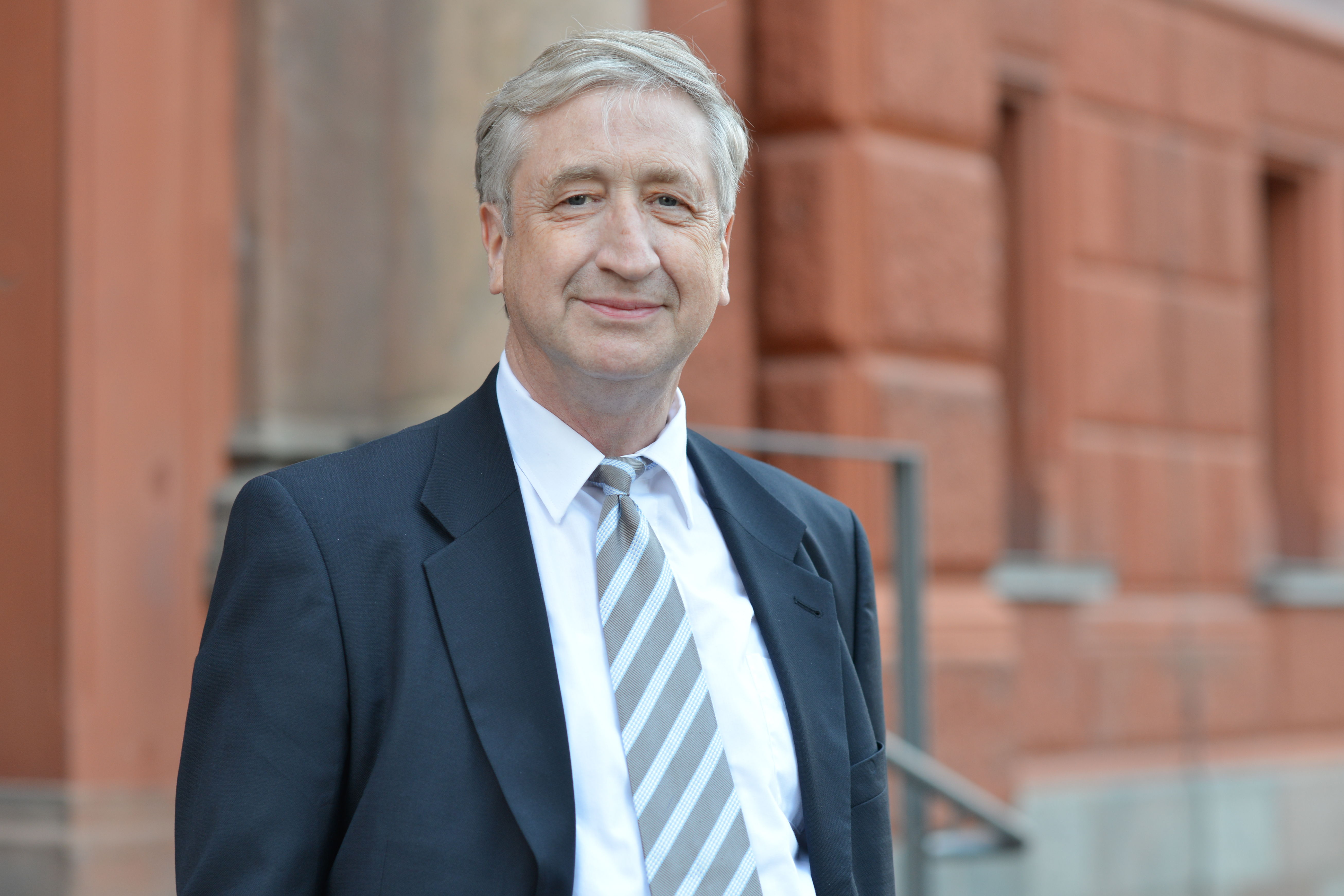
Martin Quack (2014)

Martin Quack (* 22. Juli 1948 in Darmstadt) ist ein deutscher Chemiker (Physikalische Chemie). Er ist Professor an der ETH Zürich.

## Leben und Werk
Quack studierte ab 1966 Chemie an der TH Darmstadt mit dem Vordiplom 1969, war 1969/70 als Stipendiat des Deutschen Akademischen Austauschdienstes an der Universität Grenoble und danach an der Universität Göttingen, wo er 1971 sein Diplom erhielt. Ab 1972 war er an der École polytechnique fédérale de Lausanne, an der er 1975 bei Jürgen Troe promoviert wurde.  1973 war er auf einer Sommerschule für Quantenchemie bei Per-Olov Löwdin in Uppsala und 1976/77 als Post-Doktorand bei William H. Miller in Berkeley. Danach  war er in Göttingen, wo er sich 1978 habilitierte, und 1982 wurde er Professor an der Universität Bonn. Seit 1983 ist er ordentlicher Professor für Physikalische Chemie an der ETH Zürich, an der er 1986/87, 1991/92 und 2006/07 das Labor für Physikalische Chemie leitete.
2005 war er Miller-Gastprofessor in Berkeley. 2011/12 war er Vorsitzender der Bunsen-Gesellschaft.
Seine Gruppe untersucht sowohl theoretisch als auch experimentell (mit hochauflösender Infrarotspektroskopie, Multiphoton-Anregung und zeitaufgelöster Spektroskopie) die quantenmechanische Kinetik von Molekülen. Sie untersuchten die Dynamik von Tunnelprozessen und Verletzung der Paritätssymmetrie (aufgrund der schwachen Wechselwirkung im Standardmodell) in chiralen Molekülen. Insbesondere zeigte er, dass der erwartete Effekt aus Paritätsverletzung ein bis zwei Größenordnungen größer als bis dahin angenommen war und prinzipiell durch Präzisionsmessungen in der Molekülphysik an Enantiomeren detektierbar ist.

## Ehrungen und Mitgliedschaften
- 1984 Klung-Wilhelmy-Weberbank-Preis der FU Berlin
- 1987 Bourke Lecturer der Royal Society of Chemistry
- 1988 Hinshelwood Lecturer und Christensen Fellow, Oxford
- 1991 Otto-Bayer-Preis
- 2002 Paracelsus-Preis, Schweizerische Chemische Gesellschaft
- 2006 Erwin Schrödinger Goldmedaille, Innsbruck
- 2009 Ehrendoktor der Universität Göttingen
- 2012 August-Wilhelm-von-Hofmann-Denkmünze

Er ist Fellow der American Physical Society (1990), Mitglied der Leopoldina (1998), der Berlin-Brandenburgischen Akademie der Wissenschaften (1999), der American Academy of Arts and Sciences (2017), der Academia Europaea (2020), sowie der Akademie der Wissenschaften zu Göttingen.
2002 bis 2011 war er Mitglied des Nationalen Forschungsrats der Schweiz.

## Schriften
- Detailed symmetry selection rules for reactive collisions, Molecular Physics, Band 34, 1977, 477–504
- mit J. Troe: Current aspects of unimolecular reactions, Internat. Reviews in Physical Chemistry, Band 1, 1981, S. 97–147
- mit D. W. Lupo: IR-laser photochemistry, Chem. Rev., Band 87, 1987, S. 181–216
- Structure and dynamics of chiral molecules,  Angewandte Chemie, Band 101, 1989, S. 588–604
- Infrared laser chemistry and the dynamics of molecular multiphoton excitation, Infrared Physics, Band 29, 1989, S. 441–466
- Spectra and dynamics of coupled vibrations in polyatomic molecules, Annual Review Phys. Chem., Band 41, 1990, S. 839–874
- Molecular quantum dynamics from high resolution spectroscopy and laser chemistry, J. Mol. Struct., Band 292, 1993, S. 171–195
- Infrared laser chemistry, Infrared Phys. Technol., Band 36, 1995, S. 365–380
- Molecular infrared spectra and molecular motion,  J. Mol. Struct., Band 347, 1995, S. 245–266
- mit A. Bakasov, T. K. Ha: Ab initio calculation of molecular energies including parity violating interactions, J. Chem. Phys., Band 109, 1998, S. 7263–7285 (Erratum J. Chem. Phys. 110, 1999, S. 6081)
- Intramolekulare Dynamik: Irreversibilität, Zeitumkehrsymmetrie und eine absolute Moleküluhr, Nova Acta Leopoldina, 81, 1999, 137–173
- mit Jürgen Stohner: Influence of parity violating weak nuclear potentials on vibrational and rotational frequencies in chiral molecules, Phys. Rev. Lett., Band 84, 2000, S. 3807–3810
- How important is parity violation for molecular and biomolecular chirality ?, Angewandte Chemie, Band 41, 2002, S. 4618–4630
- Molecular spectra, reaction dynamics, symmetries and life, Chimica, Band 57, 2003, S. 147–160
- mit J. Stohner: Parity violation in chiral molecules, Chimia, Band 59, 2005, S. 530–538
- mit J. Stohner, M. Willeke: High-resolution spectroscopic studies and theory of parity violation in chiral molecules, Ann. Rev. Phys. Chem., Band 59, 2008, S. 741–769
- Herausgeber mit  Frédéric Merkt: Handbook of High Resolution Spectroscopy, 3 Bände, Wiley 2011
  - darin von Quack: Fundamental symmetries and symmetry violations from high resolution spectroscopy, Band 1, Kapitel 18